# Корсабашское сельское поселение
Корсабашское се́льское поселе́ние — муниципальное образование в Сабинском районе Татарстана Российской Федерации.
Административный центр — село Корсабаш.

## История
Статус и границы сельского поселения установлены Законом Республики Татарстан от 31 января 2005 года № 39-ЗРТ «Об установлении границ территорий и статусе муниципального образования "Сабинский муниципальный район" и муниципальных образований в его составе».

## Население
| 2010 | 2011 | 2012 | 2013 | 2014 | 2015 | 2016 |
| ---- | ---- | ---- | ---- | ---- | ---- | ---- |
| 793  | ↘791 | ↘779 | ↗783 | ↘778 | ↘773 | ↘763 |
| 2017 | 2018 |      |      |      |      |      |
| ↘750 | ↘730 |      |      |      |      |      |

## Состав сельского поселения
| № | Населённый пункт | Тип населённого пункта            | Население |
| - | ---------------- | --------------------------------- | --------- |
| 1 | Верхний Отар     | село                              |           |
| 2 | Корсабаш         | село, административный центр      |           |
| 3 | Мендюш           | посёлок железнодорожного разъезда |           |
| 4 | Нижний Отар      | деревня                           |           |
| 5 | Суля             | деревня                           |           |